# Macedonio Fernández
Macedonio Fernández (Buenos Aires, 1 de juny de 1874 - 10 de febrer de 1952) fou un escriptor argentí, autor d'una obra original i complexa, que inclou novel·les, contes, poemes, articles periodístics i textos inclassificables. Exerceix una gran influència en la literatura argentina posterior i en autors europeus (com ara el friulà Mauro Corona).

## Biografia
Fill de Macedonio Fernández, militar, i de Rosa del Mazo Aguilar Ramos, el 1887 va iniciar els estudis al Colegio Nacional Central.
Del 1891 al 1892, com a estudiant universitari, publica a El Progreso una sèrie de pàgines costumistes incloses més endavant a Papeles antiguos. Company i amic de Jorge Borges (pare de Jorge Luis Borges), van compartir l'interès per l'estudi de la psicologia i per la filosofia d'Arthur Schopenhauer.
El 1897, la facultat de Dret de la Universitat de Buenos Aires li va concedir el títol de doctor en dret. Va publicar a La Montaña, diari socialista dirigit per Leopoldo Lugones i José Ingenieros. Macedonio fou amic personal de Juan B. Justo, amb qui va mantenir correspondència. El 1898, va rebre el diploma d'advocat. Un any més tard, es va casar amb Elena de Obieta, amb qui va tenir quatre fills.
El 1904 va publicar alguns poemes a la revista Martín Fierro. El 1910 va accedir al càrrec de fiscal en el jutjat de Posadas i l'ocuparia alguns anys.
El 1920 va morir la seva dona. Els fills van quedar a càrrec d'avis i tietes. Va deixar la professió d'advocat. En tornar Jorge Luis Borges d'Europa el 1921, redescobreix l'obra de Macedonio, amb qui estableix una llarga amistat.
El 1928 es publica No toda es vigilia la de los ojos abiertos, a instàncies de Raúl Scalabrini Ortiz i Leopoldo Marechal. L'any següent surt Papeles de Recienvenido. Durant aquest període, es preocupa per crear expectatives respecte a la possible aparició de la novel·la Museo de la Novela de la Eterna. El 1938 publica "Novela de Eterna" y la Niña del dolor, la "Dulce-persona" de un amor que no fue sabido, tast de Museo de la Novela de la Eterna. A Xile, tres anys més tard, publica Una novela que comienza. El 1944 es torna a editar Papeles de Recienvenido. El 1947, Macedonio s'instal·la a casa del seu fill Adolfo, on residirà fins a la mort

## Obra
- No toda es vigilia la de los ojos abiertos. Buenos Aires, Manuel Gleizer, 1928.
- Papeles de Recienvenido. Buenos Aires, Cuadernos del Plata, 1929.
- Una novela que comienza. Prólogo de Luis Alberto Sánchez. Santiago de Chile, Ercilla, c. 1940, port. 1941.
- Poemas. Prólogo de Natalicio González. México, Guarania, 1953.
- Museo de la Novela de la Eterna. Advertencia de Adolfo de Obieta. Buenos Aires, CEAL, 1967.
- No toda es vigilia la de los ojos abiertos y otros escritos. Advertencia de Adolfo de Obieta. Buenos Aires, CEAL, 1967.
- Cuadernos de todo y nada. Buenos Aires, Corregidor, 1972. 2a. ed. 1990.
- Teorías. Ordenación y notas de Adolfo de Obieta. Buenos Aires, Corregidor, 1974 (Obras completas, vol. III).
- Adriana Buenos Aires; última novela mala. Ordenación y notas de Adolfo de Obieta. Buenos Aires, Corregidor, 1975. (Obras completas, vol V).
- Museo de la Novela de la Eterna; primera novela buena. Ordenación y notas de Adolfo de Obieta. Buenos Aires, Corregidor, 1975. (Obras completas, vol VI).
- Epistolario. Ordenación y notas de Alicia Borinsky. Buenos Aires, Corregidor, 1976. (Obras completas, vol. II).